# 2018 في المغرب
الأحداث في العام 2018 في المغرب.

## الحكم
- الملك: محمد السادس
- رئيس الحكومة: سعد الدين العثماني
- وزير الداخلية: عبد الوافي لفتيت

## الأحداث
- 17 فبراير – حادث تصادم قطار وحافلة في المغرب، وقع الحادث عند معبر بالقرب من منطقة «بني مكادة» في مدينة طنجة شمال المغرب، 6 قتلى و14 مصاباً.
- 27 فبراير – أعلنت وكالة الأنباء المغربية أن الملك محمد السادس البالغ من العمر 54 عامًا أجرى عملية جراحية في القلب بمستشفى امبرواز باريه بالعاصمة الفرنسية باريس بعد أن شعر في 20 يناير/ كانون الثاني بوعكة صحية بالقلب وأن الفحوصات الطبية كشفت أنه يعاني من رفرفة أذينية.
- 1 مايو – المغرب يقطع العلاقات مع إيران متهما حزب الله اللبناني بـالتورط في إرسال أسلحة إلى بوليساريو عن طريق عنصر في السفارة الإيرانية بالجزائر.
- 26 يونيو – قضت المحكمة ب20 سنة نافذة، في حق ناصر الزفزافي، قائد حراك الريف شمال المغرب، ومعتقلي آخرين، بينما تراوحت الأحكام بين 20 سنة وسنة موقوفة التنفيذ.
- 1 أغسطس – أعفى العاهل المغربي الملك محمد السادس وزير الاقتصاد والمالية محمد بوسعيد من مهامه.
- 25 سبتمبر – مقتل حياة بلقاسم في زورق مهاجرين متجه لأوروبا.
- 16 أكتوبر – 6 قتلى على الأقل وأكثر من 80 جريحا في انحراف قطار عن سكته قرب العاصمة المغربية الرباط.
- 7 نوفمبر – انتخاب العالم المغربي أحمد الريسوني رئيسًا للاتحاد العالمي لُعلماء المُسلمين خلفًا لِلمُؤسس الشيخ يوسف القرضاوي.
- 10 نوفمبر – أصدرت محكمة الاستئناف في مدينة الدار البيضاء حكما بالسجن لمدة 12 عاما على الصحافي توفيق بوعشرين.
- 15 نوفمبر – إطلاق أولى رحلات البراق (قطار فائق سرعة)، الذي يربط بين طنجة (شمال) والدار البيضاء (وسط) المغرب، أول قطار فائق السرعة بأفريقيا، (ترأس حفل انطلاق القطار، العاهل المغربي الملك محمد السادس، والرئيس الفرنسي إمانويل ماكرون).
- 7 ديسمبر – الملك يعين أمينة بوعياش رئيسة للمجلس الوطني لحقوق الإنسان خلفا لإدريس اليزمي.
- 17 ديسمبر – مقتل سائحتين (نرويجية ودنماركية) في منطقة إمليل جنوب المغرب في حادث اعتبرته السلطات المغربية إرهابيا، وألقت القبض على مجموعة مشبوهين.

## الرياضة
- 4 فبراير 2018: تتويج المنتخب المغربي بـ بطولة أمم إفريقيا للمحليين 2018 للمرة الأولى في تاريخه.
- 13 يونيو 2018: خسر المغرب في انتخاب الدولة المضيفة لكأس العالم لكرة القدم 2026.
- شارك المغرب في منافسات نهائي كأس العالم 2018 بروسيا:
  - 15 يونيو 2018: إنهزم أمام  إيران بـ 1-0
  - 20 يونيو 2018: إنهزم أمام  البرتغال بـ 1-0
  - 25 يونيو 2018: تعادل مــع  إسبانيا بـ 2-2
- فوز نادي اتحاد طنجة بالدوري المغربي لكرة القدم 2017–18.
- 11 أكتوبر 2018: أهدت لاعبة التايكواندو المغربية فاطمة الزهراء أبو فارس، أول ميدالية ذهبية في تاريخ مشاركته في الألعاب الأولمبية الصيفية للشباب 2018، وذلك في إطار منافسات الألعاب الشبابية التي تحتضنها العاصمة الأرجنتينية، بوينوس أيريس.
- 17 نوفمبر 2018: تأهل المنتخب المغربي لنهائيات كأس الأمم الأفريقية 2019.
- 18 نوفمبر 2018: فاز نادي النهضة البركانية بــ كأس العرش 2018.
- 23 نوفمبر 2018: أحرز العداءان المغربيان عزيزة الراجي ورشيد المرابطي لقب النسخة السادسة من منافسات ماراثون عُمان الصحراوي.
- 2 ديسمبر 2018: فاز نادي الرجاء البيضاوي بـ كأس الكونفيدرالية الأفريقية من أمام نادي فيتا كلوب الكونغولي، وذلك في المباراة التي جمعت بينهما بملعب «الشهداء» في العاصمة الكونغولية كينشاسا.

## كتب
- كتاب: أحاديث في ماجرى (مذكرات وأسرار) من تأليف رئيس الحكومة المغربية الاسبق عبد الرحمان اليوسفي نشر الكتاب سنة 2018.
- كتاب: الصحراء... هويتنا؟، من تأليف: يوسف ججيلي (عبارة عن حوارا مطولا مع السياسي المغربي، محمد اليازغي، حول قضية الصحراء).
- كتاب: من أجل ثورة ثقافية بالمغرب، من تأليف: حسن أوريد.

## أفلام
- صوفيا (فيلم) - من إخراج مريم بن مبارك.
- صمت الفراشات (فيلم) - من إخراج حميد باسكيط.
- الجاهلية (فيلم) - من إخراج هشام العسري.

## جوائز

### جائزة المغرب للكتاب2018
- محمد الناصري، عن كتابه « Désirs de ville »، (ضمن صنف العلوم الإنسانية).
- أحمد شراك، عن كتابه «سوسيولوجيا الربيع العربي»، ومحمد براو، عن كتابه « La responsabilité des acteurs de la gestion publique devant la cours des comptes »، (ضمن صنف العلوم الاجتماعية).
- خالد بلقاسم، عن كتابه «مرايا القراءة»، وأحمد الشارفي، عن كتابه «اللغة واللهجة»، (ضمن صنف الدارسات الأدبية واللغوية والفنية).
- عزيز لمتاوي، عن ترجمة كتاب «نظرية الأجناس الأدبية» لجان ماري شايفر، وسناء الشعيري، عن ترجمة رواية «العاشق الياباني» لإيزابيل ألليندي، (ضمن صنف الترجمة).
- عبد المجيد سباطة، عن روايته «ساعة الصفر»، (ضمن صنف السرد).
- صلاح بوسريف، عن ديوانه «رفات جلجامش»، (ضمن صنف الشعر).
- عياد ألحيان، عن كتابه « Sa iggura dar illis n tafukt »، وفاضمة فراس، عن كتابها « Askwti n tlkkawt »، (ضمن صنف الإبداع الأدبي الأمازيغي).
- جمال بوطيب، عن كتابه «حور تشرب الشاي مع القمر»، وخديجة بوكا، عن كتابها « Silence ! On joue »، (ضمن صنف الكتاب الموجة للطفل والشباب).

### جائزةتحدي القراءة العربي2018
- فازت الطفلة المغربية مريم أمجون بجائزة مسابقة تحدي القراءة العربي لسنة 2018 . وتفوقت مريم على 300 ألف متسابق في المغرب و16 متسابقاً في الدور نصف النهائي و5 متسابقين نهائيين. وستحصل على جائزة مالية قدرها 500 ألف درهم إماراتي. (تحدي القراءة العربي هو برنامج أطلقه الشيخ محمد بن راشد آل مكتوم حاكم دبي).

## وفيات

قشبال وزروال

ميمون الوجدي

حميد الزاهر

- 13 يناير: حميد الهزاز، لاعب كرة القدم (72سنة).[1]
- 16 يناير – العربي رفوع، دبلوماسي مغربي (69سنة).
- 29 يناير – فاطمة الشيكر ممثلة مغربية.
- 30 يناير – محمد المزكلدي فنان مغربي.
- 15 فبراير – محمد أنقار كاتب وأديب مغربي.
- 5 مارس – روبرت الصراف، مؤرخ (1936-2018)
- 5 مارس – إدريس السغروشني عالم لغة عربية مغربي.
- 2 أبريل – الحسين الملكي، سياسي، ومحامي، ومفكر مغربي.
- 22 أبريل – وئام الدحماني، المغنية والممثلة (1983-2018)
- 9 مايو – أحمد مكروح لاعب كرة قدم مغربي.
- 15 مايو – ماريا لطيفي إعلامية مغربية.
- 15 مايو – حادة عبو إعلامية مغربية.
- 19 مايو – حومان جرير، لاعب كرة القدم (1944-2018)
- 6 يوليوز – لحسن أخميس لاعب كرة قدم مغربي.
- 2 أغسطس – قشبال، كوميدي مغربي.
- 7 أغسطس – آرون مونسونيغو، شغل منصب الحاخام الأكبر في المغرب.
- 24 أغسطس – الحبيب الشرقاوي، سياسي إشتراكي مغربي.
- 27 أغسطس – محمد المنور، كاتب وباحث ومناضل مغربي.
- 16 سبتمبر – عبد الرحمن ملين، مخرج أفلام مغربي (75سنة).
- 20 سبتمبر – محمد كريم العمراني سياسي ورجل أعمال مغربي شغل ثلاثة مرات منصب الوزير الأول (99 سنة).
- 5 أكتوبر – خديجة جمال ممثلة مغربية (83 سنة).
- 8 أكتوبر – عبد الباسط بن دحمان فنان تشكيلي مغربي (69 سنة).
- 3 نوفمبر – ميمون الوجدي، مغني راي مغربي (68 سنة).
- 4 نوفمبر – مصطفى مديح، مدرب كرة قدم مغربي (62 سنة).
- 5 نوفمبر – علي الصقلي الحسيني، أديب وشاعر مغربي (86 سنة).
- 22 نوفمبر – محمد بن شريفة، عميد الدراسات الأندلسية مغربي (82 سنة).
- 10 ديسمبر – حميد الزاهر، مطرب مغربي (81 سنة).
- 31 ديسمبر – مايا كزابيانكا، مغنية إسرائيلية من أصول مغربية (77سنة).